# Amasya (település)
Amasya (korábban Amaseia vagy Amasia, görög eredetű szó: Αμάσεια, magyar szövegekben gyakran Amaszia vagy Amászia) város Törökország középső északi részében, Amasya tartomány fővárosa. Itt született Sztrabón ógörög földrajztudós.
Amasya  1730 km²-en terül el, magának a városnak 2000-ben mintegy 74 000 lakója volt. 2008-ban a népesség 82 200 fő volt, a körzeté pedig 128 703
Bár a város a tengerhez közel fekszik, magas fekvése miatt éghajlata szárazföldi, ezért nagyon megfelel például az alma termesztésére, amelyről a tartomány híres.
Fekvésének szépsége, historikus török faházai, gazdag történelmi hagyománya a turisták közt népszerűvé teszik Amasyát. A fölé tornyosuló sziklákba vájt sírokba Pontus királyait temették, a város uralkodókat, művészeket, tudósokat adott a világnak és hozzá kötődik Mustafa Kemal Atatürk életének egy fontos szakasza is.

## Néveredet
Sztrabón szerint a város neve Amaszisz, az amazonok királynőjének nevét tükrözi, aki a legendák szerint itt élt. A név keveset változott a történelem folyamán: a görög és római pénzérméken az Αμάσεια, Amaseia, Amassia és Amasia alakok fordulnak elő és a török hódítás sem okozott a névben jelentős változást.
Más feltevések szerint a név Ma istennő nevéből eredeztethető, akit többek között Kappadókiában is imádtak, a Ma vagy Ama jelentése pedig „anya”, azaz „anyaistennő”.

## Földrajza
Amasya a tengerszint felett mintegy 411 méter magasan, egy természeti szépségekben bővelkedő szűk folyóvölgyben helyezkedik el, amelyet csaknem függőleges sziklafalak, illetve a Canik és a Pontus hegycsúcsai szegélyeznek. Földrajzilag a város a Fekete-tenger partvidéke és Belső-Anatólia termékeny síksága közt épült, melyet a Tersakan, Çekerek és Yeşilırmak folyók öntöznek.
A városon keresztülfolyó Yeşilırmakot (ókori görög nevén Irisz) öt híd keresztezi. Amasya jórészt a déli parton fekszik, a folyó mentén elnyúlva. A völgy falai itt is meredekek, ezért lakhatatlanok. Így a folyó éles kanyarulatát követő település "V" alakot vesz fel.

## Turizmus

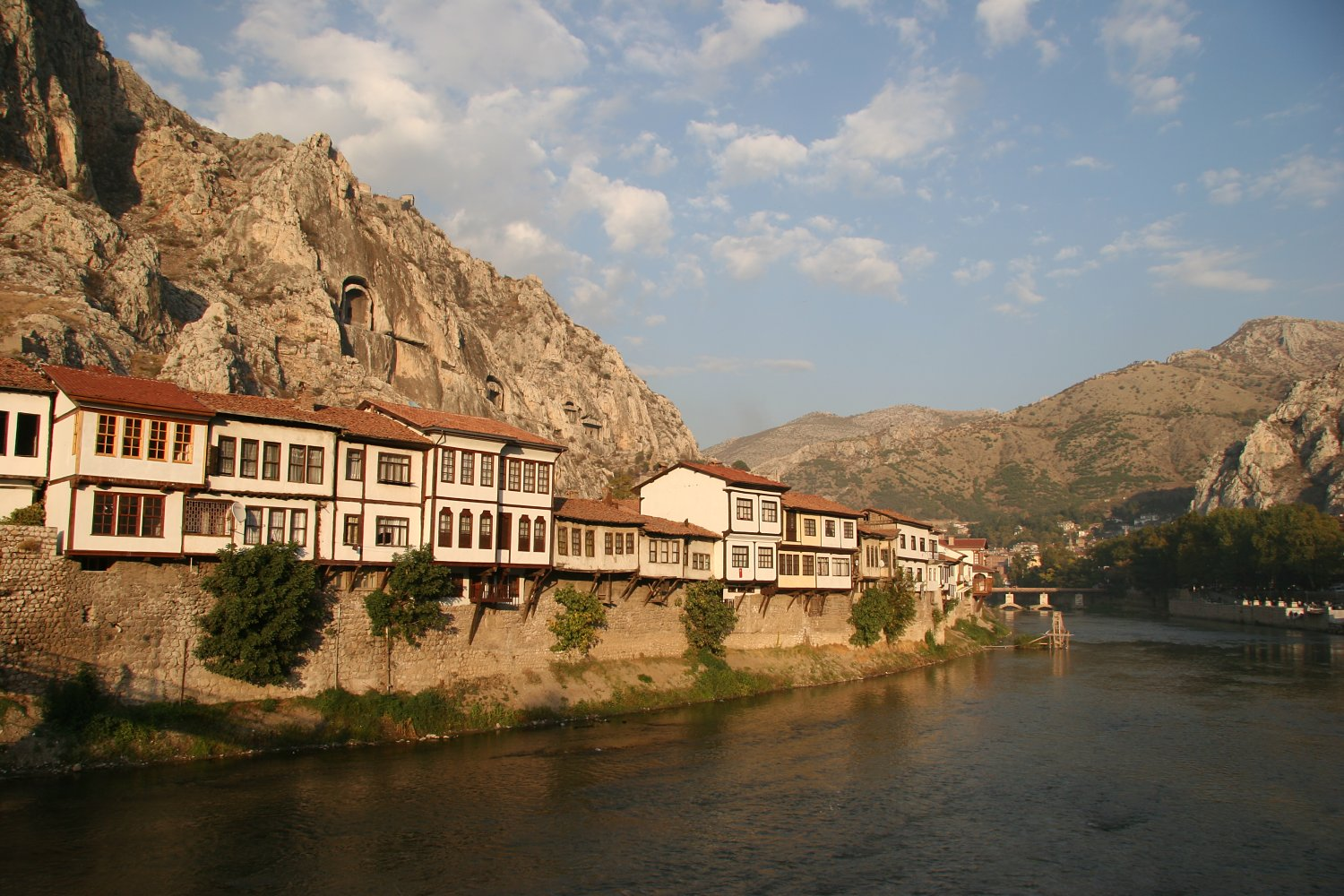
Folyóparti házsor Amasyában.

Amasya legértékesebb látnivalói a régi, Oszmán kori udvarházak. Az egyik legelegánsabb ilyen épület a Hazeranlar-ház, melyet 1872-ben építtetett Defterdar Hasan Talat Efendi, húga, Hazeran részére. A városközponttól nyugatra található a tornyot és hellenisztikus kori falszakaszokat tartalmazó Amasyai vár, mely a Harşane-hegyre épült. A vár lábánál láthatóak az i. e. a harmadik századból származó Királyszikla-sírok, melyekben Sztrabón szerint pontoszi királyok nyugodtak. Az erődhöz sziklába vájt lépcsők visznek fel,  a váron belül két sziklalépcső vezet a szikla belsejébe és lejjebb az emelkedőn még egy lépcső, amelyet a késő hellenisztikus korban ostrom idején vízhordásra használtak.  A környéken több termálforrás is található, és a város büszkélkedhet egy 1678-ban épült törökfürdővel is. A várostól egy kilométerre délre, a fő út mellett egy sziklába vájt régi vízvezeték maradványai találhatók. A folyó mentén lefelé mintegy két kilométerre van egy Tes nevű főpap sziklába vájt sírja.

## Története
A meredek völgyfalak miatt könnyen védhető település ősidők óta folyamatosan létezik.
A város az ókorban otthont adott a hettitáknak, phrügöknek, kimmereknek, lüdöknek és a perzsáknak. Kr. e. 333 és Kr. e. 26 közt Pontus királyainak fővárosa volt, virágzó hellénisztikus kultúrával.

## Magyar vonatkozás
Amasya érseki címét 1860-ban Lonovics József korábbi egri érsek töltötte be, akit az 1848–1849-es magyar forradalom és szabadságharcban való részvételéért itthon üldöztek, ezért elhagyni kényszerült hazáját.

## Híres szülöttei

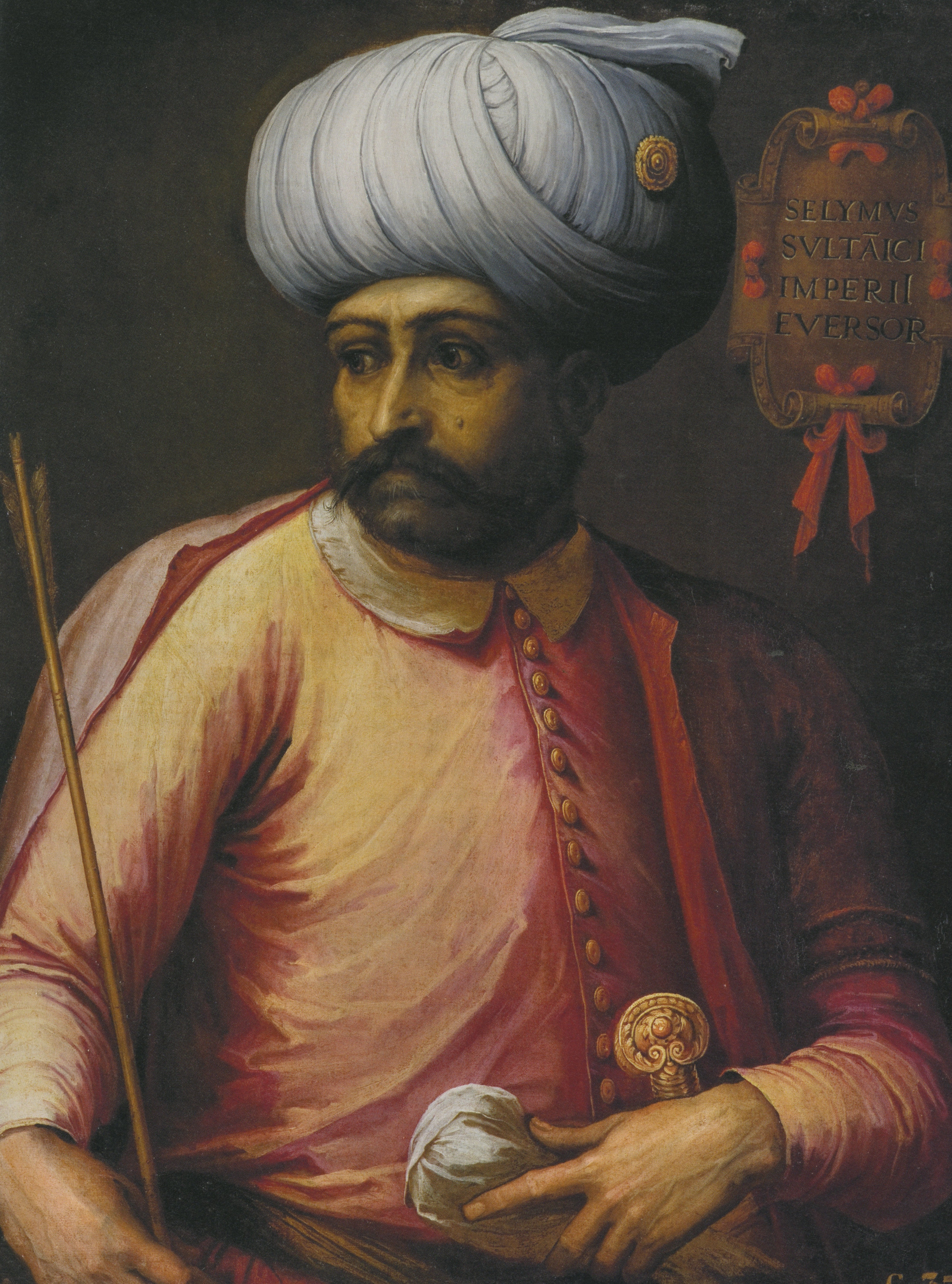
I. Szelim

- Amásziai Szent Tódor vértanú
- Adil Candemir birkózó
- Mahmut Demir birkózó
- Hamit Kaplan birkózó
- I. Szelim oszmán szultán
- Sztrabón